# Serie-Expo
Serie-Expo (även skrivet Serieexpo) eller Seriemässan var en återkommande seriemässa i Stockholmsområdet under första halvan av 1990-talet. Under namnen Seriemässan eller Serie-Expo arrangerades den årligen – vinter eller höst – alla år från 1990 till 1995. 1991 och 1994 ägde den rum på Stockholmsmässan, övriga år på Sollentunamässan. Den arrangerades av mässägarna i samarbete med Seriefrämjandet, som även var inblandad i det något mindre arrangemanget Seriehelg -92 på Kulturhuset i Stockholm.

## Historik
Årliga seriearrangemang av mässformat arrangerades i Stockholmsområdet varje år 1990–1995. Initiativtagare till mässorna var Seriefrämjandets dåvarande ordförande Daniel Atterbom, i samarbete med seriegrossisten med mera Hans Thoresen (med sitt företag Serieservice).

### 1990

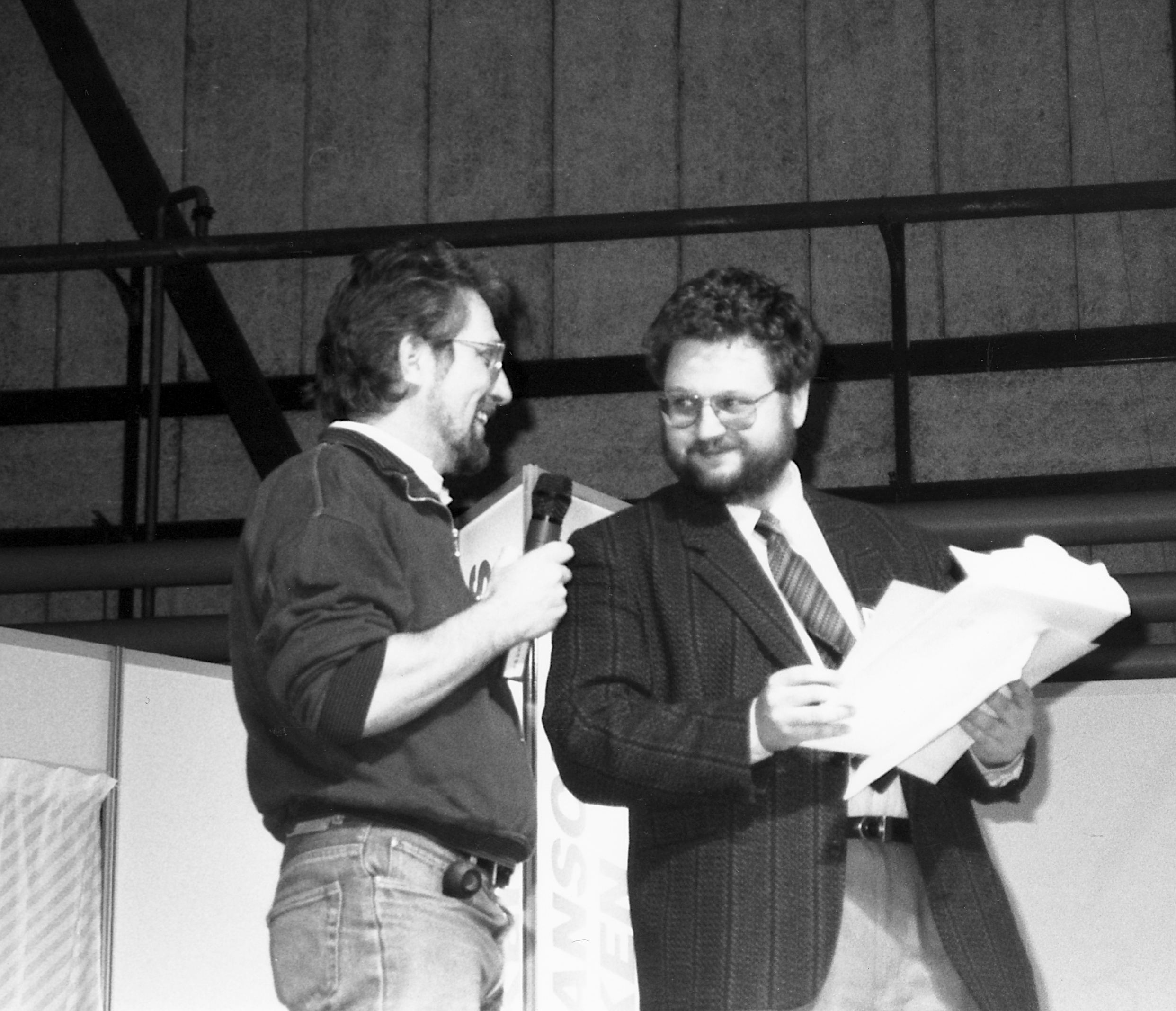
Horst Schröder och Daniel Atterbom på scenen under Serie-Expo -91. Frank Miller (som Schröder publicerat) var dubbel mottagare av Thud – Serieläsarnas pris 1991 men kunde inte själv ta emot priserna.

Det första av arrangemangen var Seriemässan -90, på Sollentunamässan. 3–4 februari 1990 lockades 15 000 besökare till mässan, där serieskapare som Nils Egerbrandt, Gunnar Krantz, Joakim Lindengren och Cecilia Torudd syntes i förlagsmontrar och programpunkter. De 25 utlysta programpunkterna lockade mellan 500 och 1 000 personer. Visst rabalder orsakade Tago förlags avhopp, förorsakat av de inte vill delta på en mässa där Coca-Cola var en av sponsorerna. Samtidigt med seriemässan arrangerades en finansmässa i en angränsande del av mässlokalerna.

### 1991
Namnet Serie-Expo användes första gången 1991, för det serieevenemang som ägde rum på Stockholmsmässan 16–20 januari. Det arrangerades – av Seriefrämjandet och Stockholmsmässan i samarbete – som del av en kombinationsmässa, där även Motorcykelmässan och hantverksmässan Arbete pågår delade på mässlokalerna. Totalt lockade det hela 55 038 besökare (varav 250 stycken var medlemmar i Seriefrämjandet) under de fem dagarna 16–20 januari 1991. Internationella hedersgäster var britterna Brian Bolland och Hunt Emerson, amerikanerna Bud Grace och Don Rosa samt spanjoren Oscar Martín (Tom & Jerry). Dessutom deltog ett stort antal svenska serieskapare, i regel knutna till något av de åtta serieförlag som var på plats med montrar. Ett antal seriesamlare, serieorganisationer och seriehandlare hade montrar, och bland specialutställningarna på mässan fanns den om Bovil.
Under fredag, lördag och söndag arrangerades knappt 30 programpunkter (prisutdelningar, debatter, presentationer och intervjuer). Där deltog bland annat den svenska hedersgästen, Rune Andréasson, samt serievetare från Sverige, Storbritannien och Polen. Under lördag och söndag visade Föreningen för Animerad Film, parallellt med konferenserna, visningar av animerad film i en specialbyggd biograf. På Serie-Expo delades också Thud – Serieläsarnas pris 1991 ut. Detta läsarpris arrangerades i samarbete mellan Seriefrämjandet och serieförlag och syntes under hösten 1990 med annonser och röstkuponger i Bild & Bubbla samt flera serietidningar.
Bild & Bubbla, Seriefrämjandet medlemstidning, distribuerade sitt nr 1/1991 som en mässkatalog strax före mässan. Materialet i den var helt och hållet ägnad åt serierna och serieskaparna som skulle komma att synas på Serie-Expo.

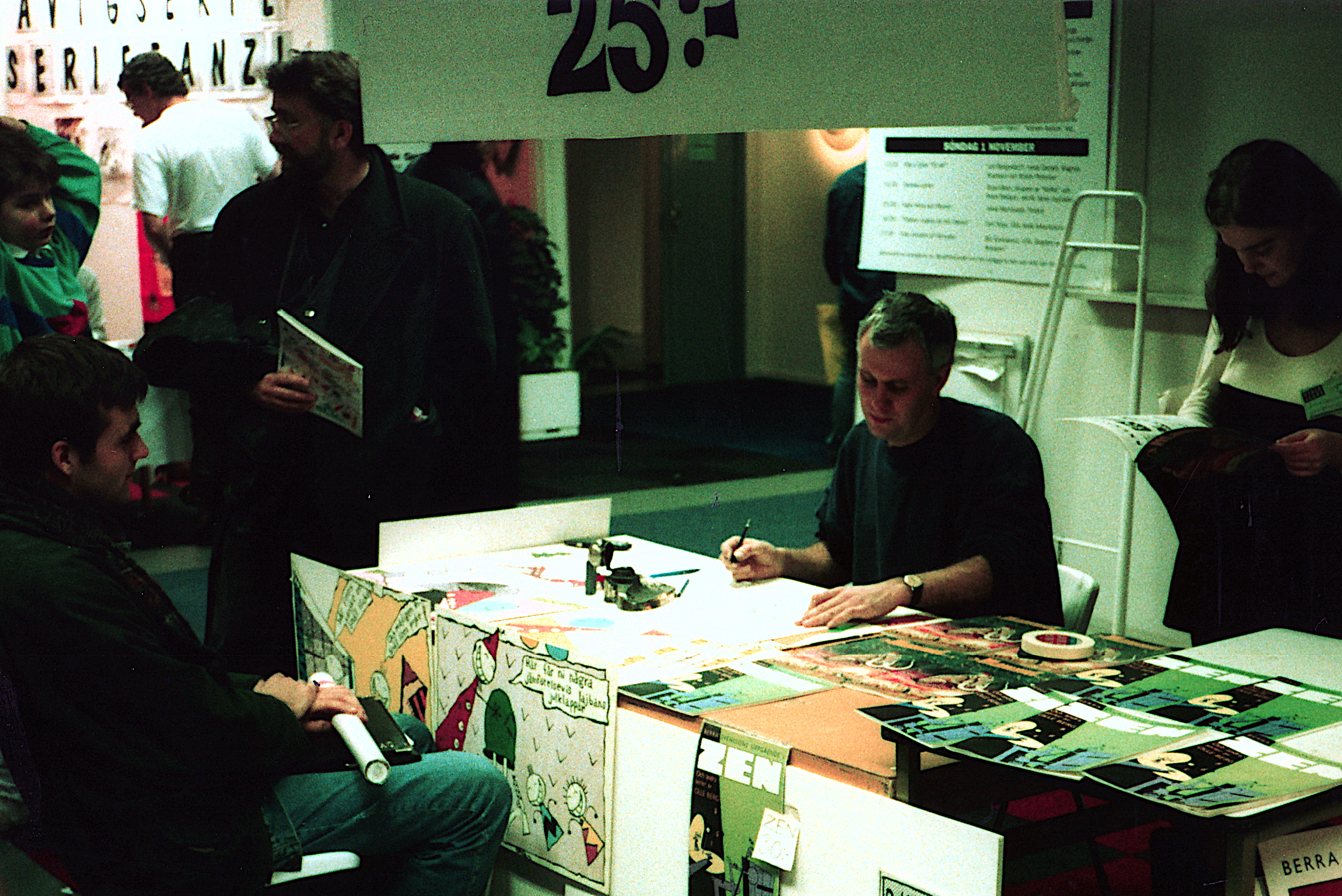
Olle Berg tecknade snabbporträtt för 25 kronor styck i sin egen monter på Serie-Expo -92.

### 1992
1992 års Serie-Expo-arrangemang flyttades från vintern till hösten. Då hade Seriefrämjandet tidigare på året varit inblandat i Seriehelg -92 (se nedan). Även på den här Serie-Expo-upplagan deltog ett stort antal serieskapare från olika länder. Från USA kom Bill Sienkiewicz och Don Rosa, från Storbritannien Jamie Delano, Pat Mills, Grant Morrison och Alan Smith. Ett dussintal svenska gäster var utannonserade. Övriga nordbor var danska Sussi Bech och Frank Madsen, finske Jukka Murtosaari samt norska Dag Kolstad och Arild Midthun. Mässan, som nu återvänt till Sollentunamässan, arrangerades ihop med mässorna Lek & Hobby 92 och Spel & Dator 92. Totalt samlade de tre mässorna 32 000 besökare under de tre mässdagarna 30 oktober–1 november, vilket var besökarrekord för en mässa i Sollentunamässans regi.
Bland de 15 programpunkterna fanns ämnen som "Gustav Vasa blir serie", "Hur ska de svenska barnserierna förnyas?", "Forskning och seriernas plats på bibliotek", "Djävulsguden är hjälten", "Skandinaviska serier är Pyton" och "Kaos bor granne med Gud". På mässan presenterade Sussi Bech sig (i sin seriefigur Zainabs efterföljd) som magdansare, medan de båda Adamsonpristagarna Joakim Lindengren och Bill Sienkiewicz bjöd på ett tillfälligt samarbete kring sina respektive figurer Krystmarodören och Daredevil.

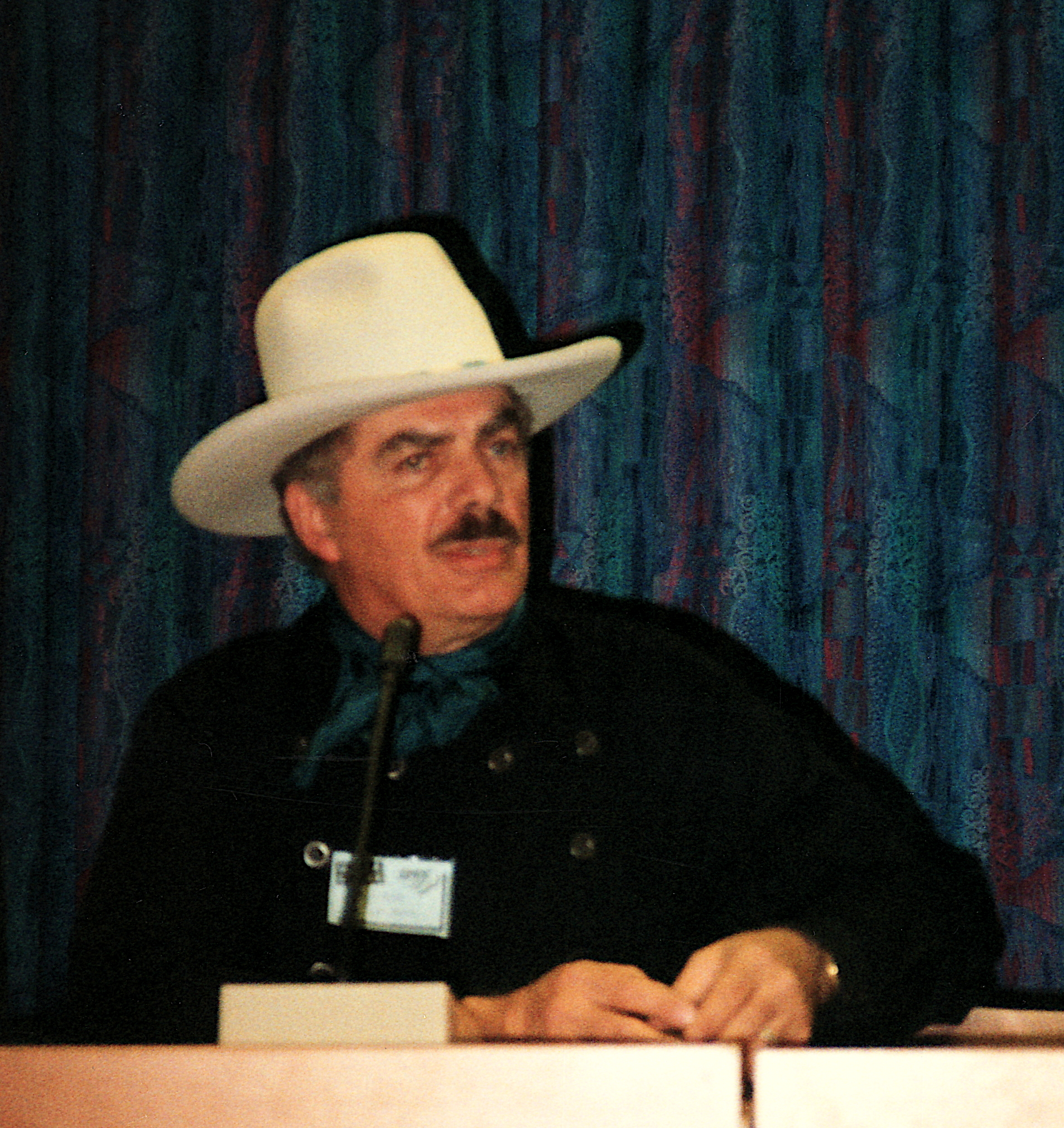
Stan Lynde var en av hedersgästerna på 1993 års mässa.

### 1993
Serie-Expo -93 arrangerades 5–7 november ute på Sollentunamässan. De utländska gästerna var Peter Bagge, Stan Lynde och David Lloyd, och bland de svenska namnen fanns Joakim Lindengren och Jan Romare. Det arrangerades tecknarworkshop, föredrag, Galago-fest och cyberpunkshow, medan ryska serietecknare förevisades på video. Pyton var på plats, och rykten gick om att Carl Barks skulle komma att besöka Sverige under 1994. Även danske Freddy Milton var på plats.

### 1994
4–6 november 1994 arrangerades ett nytt Serie-Expo, detta år åter placerat på Stockholmsmässan. Placeringen en vecka efter Bok & Bibliotek gjorde att bland annat en utländsk seriegäst som Don Rosa kunde fortsätta direkt från Göteborg till Stockholm. Till mässan hade amerikanska, nordirländska och flera större svenska serienamn bjudits in. Mässprogrammet bestod av ett dussintal programpunkter, inklusive om ämnena "Sigges lagun", Gary Larson, "Yttrandefriheten hotas", "Tredje gången gillt för Arne Anka" och "Kalle Anka 60 år".

### 1995
Serie-Expo -95 kom att arrangeras 3–5 november 1995. Detta var en "minimässa" med förlagsmontrar men utan konferensprogram, ute på Sollentunamässan. Den huvudsakligen mässarrangören hos Seriefrämjandet, Daniel Atterbom, avgick i samma veva både som SeF-ordförande och B&B-redaktör (efter nummer 5/95).

## Årgångar
| År   | Namn            | Datum                 | Plats            | Gäster (urval)                                                                             | Noter       |
| ---- | --------------- | --------------------- | ---------------- | ------------------------------------------------------------------------------------------ | ----------- |
| 1990 | Seriemässan -90 | 3–4 februari          | Sollentunamässan | Cecilia Torudd, Gunnar Persson, Nils Egerbrandt, Gunnar Krantz, Joakim Lindengren          | [ 1 ]       |
| 1991 | Serie-Expo -91  | 16–20 januari         | Stockholmsmässan | Rune Andréasson, Brian Bolland, Hunt Emerson, Bud Grace, Oscar Martín, Don Rosa            | [ 3 ]       |
| 1992 | Serie-Expo -92  | 30 oktober–1 november | Sollentunamässan | Don Rosa, Bill Sienkiewicz, Grant Morrison, Jamie Delano                                   | [ 4 ]       |
| 1993 | Serie-Expo -93  | 5–7 november          | Sollentunamässan | Peter Bagge, Stan Lynde, David Lloyd                                                       | [ 6 ]       |
| 1994 | Serie-Expo -94  | 4–6 november          | Stockholmsmässan | Don Rosa, Jim P. Toomey, Dan Piraro, Rune Andréasson, Charlie Christensen, William Simpson | [ 8 ] [ 9 ] |
| 1995 | Serie-Expo -95  | 3–5 november          | Sollentunamässan | Minimässa utan konferensprogram.                                                           | [ 10 ]      |

## Andra Stockholmsarrangemang

### Seriehelg -92
Förutom de årliga mässorna ute i Sollentunas eller Älvsjö mässhallar, arrangerades 27–29 mars 1992 ett kortare serieevenemang på Kulturhuset i Stockholm, som tidigare varit värd för den stora utställningen "Serier!" (1986–1987). På grund av placeringen på ett kulturhus fick detta evenemang – Seriehelg -92 – en lite annorlunda karaktär. Här fanns ingen stor mässa med förlagsmontrar, utan arrangemanget kretsade istället kring utställningen "Seriestaden" (med underrubriken "Arkitektur i serier – visioner på drift i tid och rum"), Kulturhusets serieverkstad (som sedan fortsatte fram till 10 maj) och ett antal programpunkter. De sex huvudgästerna på Seriehelg -92 var britterna Alan Grant, Dave McKean och Robin Smith, samt danske Peter Madsen, franske Jean-Claude Mézières och svenske Jan Romare.

### Serieteket och SPX
Efter Serie-Expo -95 bröts kontinuiteten med årliga serieevenemang i Stockholmsområdet. Det skulle dock inte dröja länge innan något nytt var på gång. Redan i nummer 1/96 kunde Bild & Bubblas nyhetsspalt rapportera: "Seriebibliotek startas i Stockholm till hösten" – Stockholms stadsbiblioteks specialbibliotek för tecknade serier. Detta kom att få namnet Serieteket, och efter en start i lokaler på Kocksgatan på Söder, flyttade man 1999 in i nya lokaler i Kulturhuset. Serieteket, lett med kraft av Kristiina Kolehmainen, skulle under de kommande åren vara inblandade i framväxten av ett nytt årligt festivalarrangemang i Stockholm – Small Press Expo, sedan 2012 benämnt Stockholms internationella seriefestival. Detta hade 1998 – under Kulturhuvudstadsåret – startats som en fanzinfestival av ungdomsverkstaden Lava i Kulturhuset. När Serieteket året efter flyttade in i huset tog det över stafettpinnen.